# Dahlak Kabír
Dahlak Kabír (arabsky: دهلك كبير, italsky: Grande Dahlac) je největší ostrov ze souostroví Dahláckých ostrovů. Patří k Eritreji a leží v Rudém moři. Eritrejské pobřeží je vzdáleno cca 20 kilometrů, Asmara (hlavní město Eritrey) je vzdáleno cca 145 kilometrů. Ostrov je nepravidelného tvaru, od nejvýchodnější k nejzápadnějšímu bodu je to cca 60 kilometrů. Starý název ostrova je Dahlak Deset. Ostrov je známý též svými archeologickými nálezy. Ostrov je převážně prázdný, porostlý jen suchou vegetací, ale nachází se tu 1 vesnice, letiště a hotelový resort. Je velmi pravděpodobné, že se zde nachází též tajné vězení, kam jsou zavírání především disidenti. Na ostrově je několik, převážně nezpevněných cest.
Žije zde přibližně 2500 obyvatel, kteří hovoří speciálním jazykem zvaným dahalik (řadí se do skupiny afroasijských jazyků).
Území ostrova je součástí národního parku Dahlak.

## Historie
Ostrov je korálového původu. O souostroví Dahláckých ostrovů se zmiňuje pod názvem Alalaiou už plavební příručka z 1. století našeho letopočtu Periplus Maris Erythraei. Tradičním zdrojem obživy místních obyvatel byl rybolov a získávání želvoviny a mořských perel. Náhrobky s nápisy v kúfském písmu svědčí o tom, že již v 7. století zdejší obyvatelé přijali islám. Od 16. století ostrov náležel osmanskému pašovi ze Suakinu, roku 1890 se staly s celou Eritreou italskou kolonií. Po druhé světové válce se ostrov stal součástí Etiopie. Roku 1990 ostrov dobyla Eritrejská lidově osvobozenecká fronta a o tři roky později se staly součástí samostatné Eritrey.

## Ekonomika
Místní obyvatelé se živí především rybolovem a lovem sumýšů. Je zde i trochu rozvinutý turistický ruch, na ostrově je hotel a ostrov nabízí čisté pláže a korálové útesy. Dopravní spojení zajišťují lodě, které jezdí do nedalekého přístavu Massawa a na několik menších ostrůvků.

## Galerie

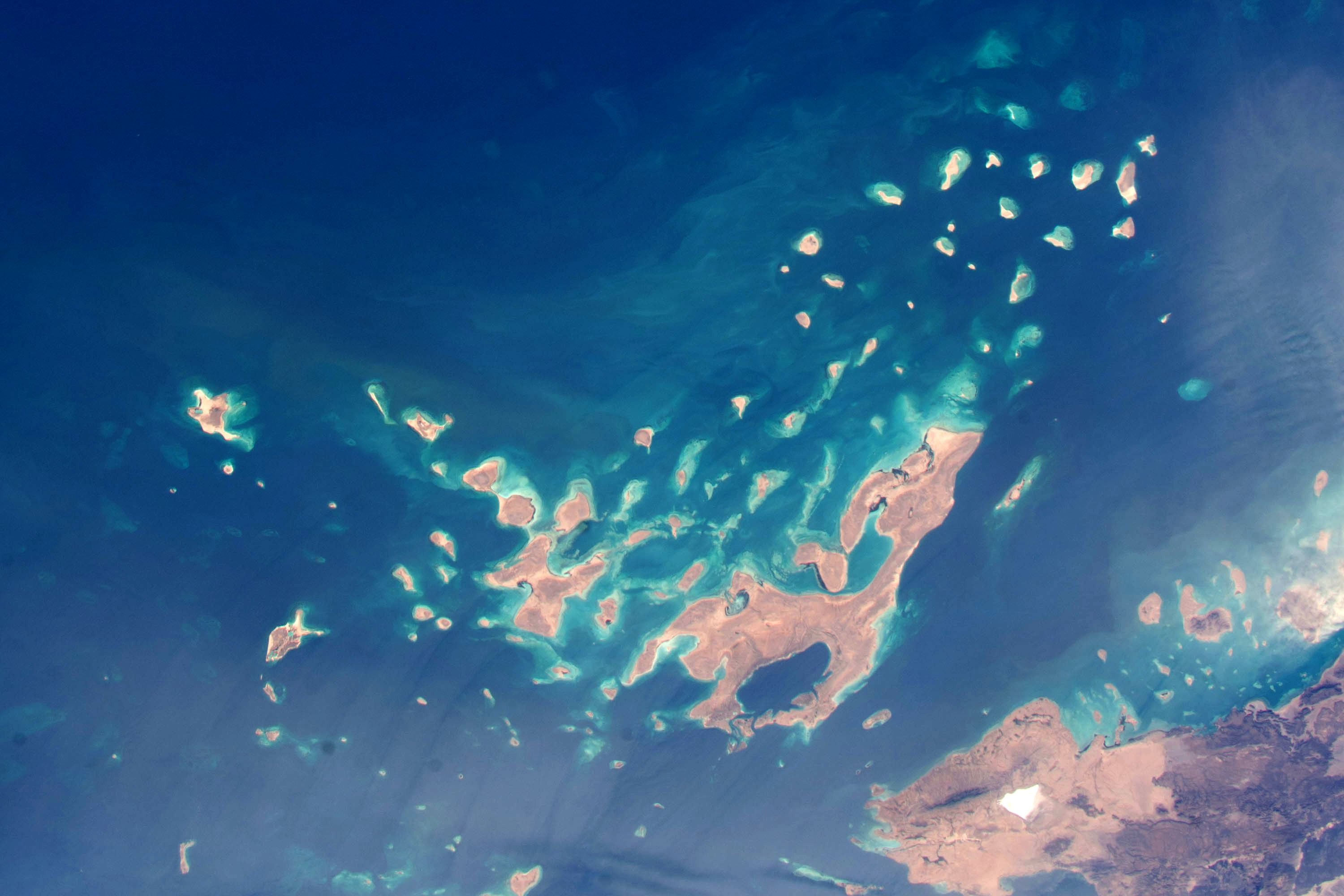
Pohled na Dahlácké ostrovy z vesmíru
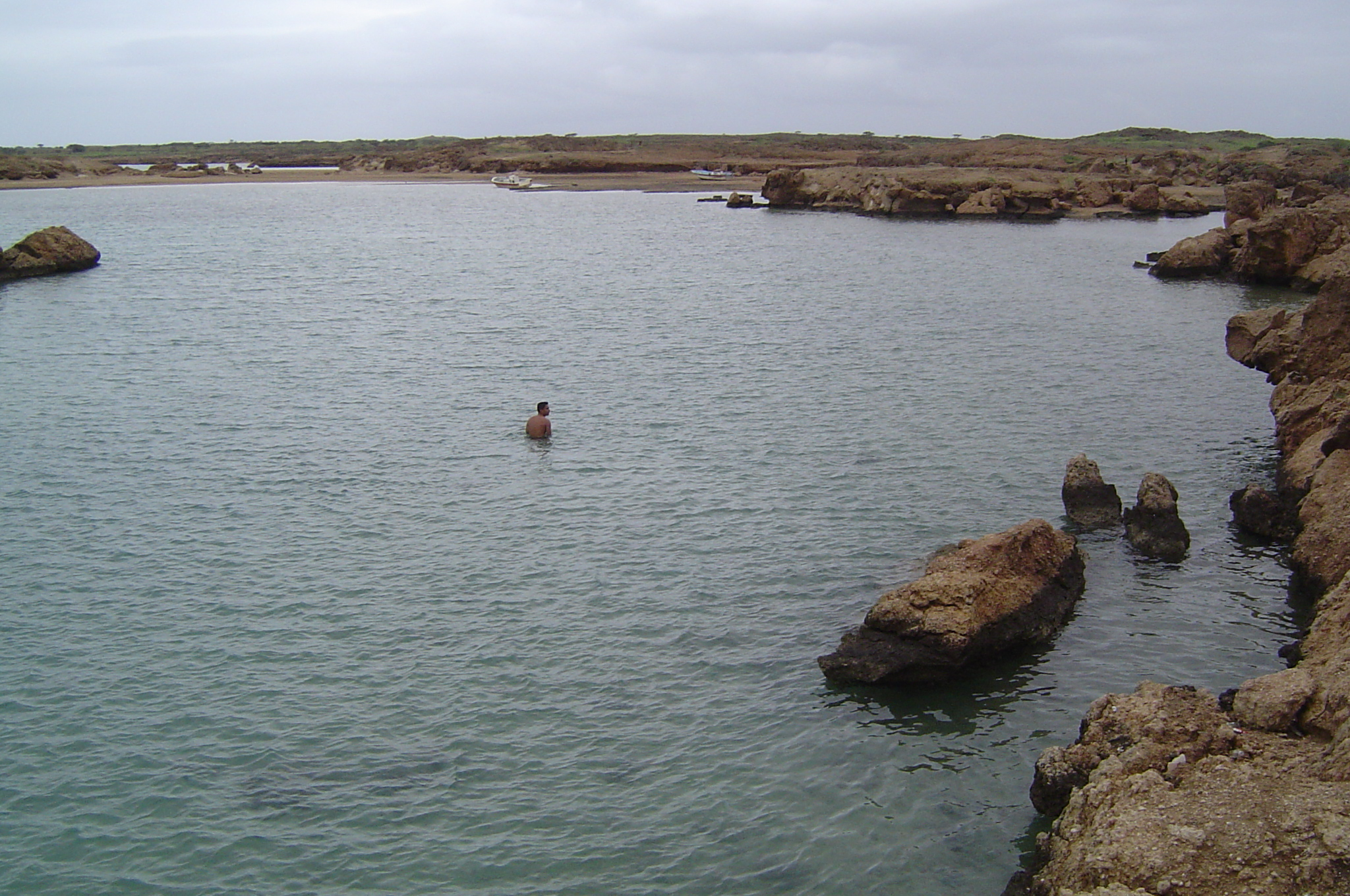
Korálový útes na ostrově
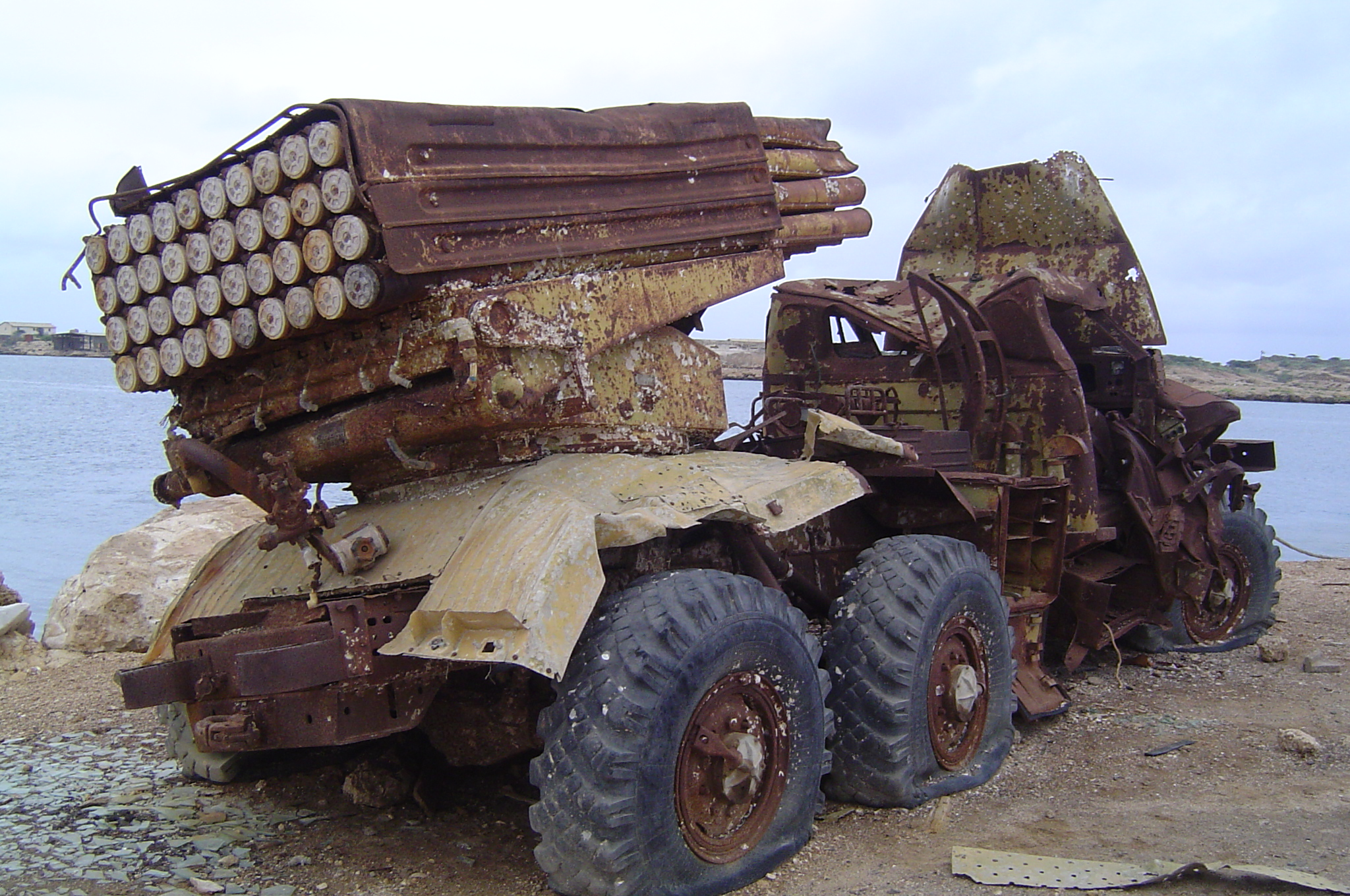
Pozůstatky etiopského raketometu